# Висока пословна школа струковних студија Блаце
Висока пословна школа струковних студија у Блацу је високошколска научно-образовна установа која има дугу традицију.

## Историја
Основана је давне 1958. године у Приштини као Виша педагошка школа, која је била прва високошколска установа на Косову и Метохији и претеча већине факултета Универзитета у Приштини. Након 40 година, наставнички кадар Више педагошке школе у Приштини, пратећи савремене токове и брзи економски, технолошки и друштвени развој, донео је одлуку о прерастању у Вишу пословну школу са седиштем у Косову Пољу, чији је наставни програм био базиран на најновијим достигнућима савремене теоријске мисли и пословног искуства у области економије и информатике.
Због добро познатих разлога, Школа је септембра 1999. године привремено дислоцирана у Блаце, а крајем 2003. године добија своје трајно седиште. Након извршених темељних реформи према актуелној Болоњској декларацији и у складу са Законом о високом образовању („Службени гласник РС“, бр. 76, од 02.09.2005), Виша пословна школа добија акредитацију и прераста у Високу пословну школу струковних студија.

## Организација школе
Радом Школе руководи директор. Функцију директора обавља проф. др Јасминка Ђуровић, професор Високе пословне школе струковних студија у Блацу.
Делатност Школе остварује се у оквиру организационих јединица:
- Сектор наставе
- Сектор стручне праксе и образовања на даљину
- Сектор за развој и праћење квалитета
- Сектор за опште и правне послове
- Сектор финансијско-рачуноводствених послова
- Центар за информационе технологије

## Студијски програми

### Рачунарство и информатика
Савладавањем студијског програма студент стиче опште и предметно-специфичне способности које су у функцији квалитетног обављања стручне делатности. 
- Информационе технологијама.

### Финансије и рачуноводство
Студијски програм Финансије и рачуноводство усмерен је на развијање компетенција из области банкарства, осигурања и рачуноводства.. Баве се банкарством и осигурањем, као и управљање предузећима и другим профитним и непрофитним организацијама.
Смерови:
- Рачуноводство
- Банкарство и осигурање

### Порези и царина
Студијски програм конципиран је на савременим основама и прописаним условима и стандардима. Намењен је студентима заинтересованим за проучавање теоријских и практичних аспеката функционисања царине, царинског система, царинске политике, спољнотрговинског и девизног пословања.
Смерови:
- Царина
- Порез и буџет

### Менаџмент и интернационална бизнис администрација
Постоје два смера:
- Менаџмента производње и услуга, студент мора од предложених изборних предмета, да одабере следећа пет: Менаџмент информациони системи, Основи предузетништва, Менаџмент малих и средњих предузећа, Менаџмент производње и Менаџмент услуга.
- Интернационалне бизнис администрације, студент мора од предложених изборних предмета, да одабере следећа четири: Интернационална бизнис администрација I и II, Менаџмент међународне набавке, Логистика и Финансијски менаџмент.

### Администрирање рачунарских мрежа
Студијски програм струковних студија другог степена. Завршетком овог студијског програма студенти стичу стручни назив Струковни инжењер електротехнике и рачунарства специјалиста.

## Сарадња
Висока пословна школа струковних студија сарађује са многим универзитетима и високим стручним школама у иностранству:
- Аристотеловим Универзитетом у Солуну
- Сити Колеџом у Солуну Архивирано на веб-сајту  (9. фебруар 2014)
- Технолошким образованим институцијама у Синдосу у Грчкој
- Универзитетом кооперативних студија Архивирано на веб-сајту  (13. децембар 2011) у Немачкој, потписан Протокол о сарадњи и размени
- Њу Колеџом у Нотингему